# Doleschalla picta
Doleschalla picta là một loài ruồi trong họ Tachinidae.